# Fonger de Haan
Fonger de Haan (1859 - 1930), hispanista holandés.
Obtuvo la cátedra de literatura española de la Universidad de Boston. Estudió la novela picaresca en An Outline of the History of the Novela Picaresca in Spain, La Haya, 1903; la define como "La autobiografía en prosa de una persona, real o imaginaria, que trata por todos los medios, lícitos e ilícitos de ganarse la vida y que, al relacionar sus experiencias en clases sociales diversas, señala los males derivados de su observación".
- Datos: Q5863610